# 42
Aquesta pàgina és per a l'any. Per al nombre, vegeu quaranta-dos.

## Esdeveniments
- Imperi Romà: Claudi i Gai Cecina Llarg són cònsols.
- Imperi Romà: Conquesta romana de Ceuta.
- Àfrica: Els territoris actuals d'Algèria i Marroc passen a ser de domini romà.
- Claudi comença la construcció de Portus.[1]
- El general xinès Ma Yuan inicia la campanya contra la revolta de les Germanes Trung al Vietnam.[2]
- 25 de gener: data de celebració de la memòria de Sant Pau de Tars essent suposadament i tradicionalment la data de la seva conversió al cristianisme.